# Condado de Davison
O Condado de Davison é um dos 66 condados do Estado americano da Dakota do Sul. A sede do condado é Mitchell, e sua maior cidade é Mitchell. O condado possui uma área de 1 131 km² (dos quais 3 km² estão cobertos por água), uma população de 18 741 habitantes, e uma densidade populacional de 17 hab/km² (segundo o censo nacional de 2000). O condado foi fundado em 1874.